# Падалівський заказник
Падалівський — гідрологічний заказник місцевого значення. Об'єкт розташований на території Рожищенського району Волинської області.
Площа — 181 га, статус отриманий у 1985 році.
Охороняється заболочений масив у заплаві р. Стохід, де зростають осока (Carex), очерет звичайний (Phragmites australis), аїр тростиновий (Acorus calamus), хвощ болотяний (Equisetum palustre), калюжниця болотяна (Caltha palustris), верба козяча (Salix caprea) і біла (Salix alba). Тваринний світ типовий для поліських боліт.